# Стражи Галактики (мультсериал)
«Стражи Галактики» (англ. Guardians of the Galaxy) — американский анимационный сериал, основанный на одноимённой команде супергероев. Производство студии Marvel Animation. Премьера состоялась 26 сентября 2015 года на канале Disney XD.
Хотя в сериале представлены те же главные герои, что и в одноимённом фильме, он не является частью кинематографической вселенной Marvel и не имеет той же последовательности, что и фильм. Сет Грин был единственным актёром из фильма, который вернулся к своей роли Утки Говарда.
Третий и последний сезон под названием «Новая миссия» начал транслироваться в марте 2018 года и закончился 9 июня 2019 года.

## Сюжет

### Сезон 1
Команда Стражей Галактики состоит из Звёздного Лорда, Гаморы, Дракса, Ракеты и Грута. Им в руки попал артефакт под названием Спартаксианский Крипто-Куб. Внутри него находится карта, ведущая к Космическому Семени. Космическое Семя — мощное оружие, способное создать новую вселенную. Стражи Галактики должны найти и уничтожить его, прежде чем оно попадёт в руки Таноса и его приспешников, или к Джей'сону (давно потерянному отцу Звёздного Лорда), или к Опустошителям во главе с Йонду.

### Сезон 2
После победы над Таносом, к Стражам Галактики попадает саркофаг, обладающий странными способностями. Вскоре его крадёт Йонду. Противостоя Мантис и Вселенским Верующим, команда должна вернуть саркофаг. Вскоре из него вылупляется Адам Уорлок, и Стражи Галактики наставляют его на правильный путь.

### Сезон 3: Новая миссия
Стражи Галактики подаются в бега, когда их подставляет Коллекционер, который заставил Утку Говарда настроить их для кражи предмета у Крии, после того, как они сломали некоторые вещи в его особой коллекции. Вскоре корабль Коллекционера уменьшил Халу, превратив генератор чёрной дыры в двигатель молекулярного сжатия. Обвинительница из расы Крии Файла-Велл работает со Стражами Галактики, чтобы спасти Халу и победить Коллекционера, который сбежал после самоуничтожения своего корабля.
Пройдя через Чёрный Вихрь, Стражи Галактики обнаруживают, что старые враги асгардианцев, Тёмные Ястребы, заменяют Нову Прайм и членов Галактического Совета. Тёмных Ястребов создал брат Одина и, следовательно, дядя Тора — Змей, который планирует завоевать Асгард.

## Эпизоды
| Сезон    | Серии | Серии | Даты показа     | Даты показа     |
| Сезон    | Серии | Серии | Первая серия    | Последняя серия |
| -------- | ----- | ----- | --------------- | --------------- |
| Короткие | 5     | 5     | 1 августа 2015  | 29 августа 2015 |
| 1        | 26    | 26    | 5 сентября 2015 | 17 декабря 2016 |
| Короткие | 6     | 6     | 27 февраля 2017 | 4 марта 2017    |
| 2        | 25    | 25    | 11 марта 2017   | 3 декабря 2017  |
| 3        | 26    | 26    | 18 марта 2018   | 9 июня 2019     |

## Роли озвучивали
- Уилл Фридле[англ.] — Звёздный Лорд
- Тревор Девалл[англ.] — Ракета
- Ванесса Маршал[англ.] — Гамора
- Кевин Майкл Ричардсон — Грут
- Дэвид Соболов[англ.] — Дракс
- Нолан Норт — Высший Эволюционер

## Производство
Марти Айзенберг и Хэррисон Уилкокс стали главными продюсерами мультсериала, а Лео Райли — главным режиссёром.
Появления Стражей Галактики в мультсериалах «Мстители, общий сбор!» и «Великий Человек-паук» должны были стать пробными запусками их собственного шоу. В январе 2014 года, как сообщает Screen Rant, началась разработка мультсериала про Стражей Галактики.
26 июля 2014 года на San Diego Comic-Con International, за неделю до выхода фильма «Стражи Галактики», Marvel Animation анонсировала мультсериал и показала трейлер с участием Ракеты и Звёздного Лорда. После успеха фильма Marvel и Disney XD объявили, что они продвигаются с анимационным сериалом на New York Comic Con, где показали аудитории некоторые тестовые кадры.
В конце августа 2015 года стало известно, что лицензионные песни 1970-х годов будут использоваться для улучшения тона и саундтрека сериала.
Короткие эпизоды мультсериала начали показывать с 1 августа 2015 года, первый эпизод вышел 5 сентября, а официальная часовая премьера состоялась 26 сентября того же года.

## Отзывы
На сайте Rotten Tomatoes первый сезон имеет рейтинг 86% на основании 7 отзывов критиков.
На сайте animesuperhero.com написали, что «премьера была довольно хорошей, но последовавшие за ней эпизоды показали реальные перспективы с довольно интригующим повествованием». В Screen Rant написали, что «„Стражи Галактики“ от Disney XD — это захватывающее и динамичное приключение в уже обширной вселенной Marvel, которая не подаёт никаких признаков замедления». На сайте lamplightreview.com похвалили сериал и заявили, что «„Стражи Галактики“ — это абсолютный взрыв и, вероятно, лучшее, что сделала Marvel Animation за долгое время».
В IGN написали, что «шоу, похоже, слишком озабочено соблюдением стиля, тона и внешнего вида фильма, а не оставлением своего собственного следа на персонажах». В The A.V. Club отметили, что «Disney XD имеет очень специфическую демографическую группу, к которой они стремятся, из-за чего [премьерные эпизоды] „Путь к забвению“ и „Побег с забвением“ становятся несколько неуклюжими и неловкими». В The Solute написали, что «в космическом пространстве Marvel, безусловно, есть потенциал для интересных историй, особенно когда они рассказываются в анимационной форме, но „Стражи Галактики“ пока далеки от реализации этого потенциала».